# WTA Sapporo
Das WTA Sapporo (offiziell: Sapporo Ladies Open) war ein Tennisturnier der WTA Tour, das in der japanischen Stadt Sapporo ausgetragen wurde.

## Siegerliste

### Einzel
| Jahr | Siegerin          | Finalgegnerin | Ergebnis |
| ---- | ----------------- | ------------- | -------- |
| 1993 | Linda Harvey-Wild | Irina Spîrlea | 6:4, 6:3 |

### Doppel
| Jahr | Siegerinnen              | Finalgegnerinnen          | Ergebnis |
| ---- | ------------------------ | ------------------------- | -------- |
| 1993 | Yayuk Basuki Nana Miyagi | Yone Kamio Naoko Kijimuta | 6:4, 6:2 |